# Shennong

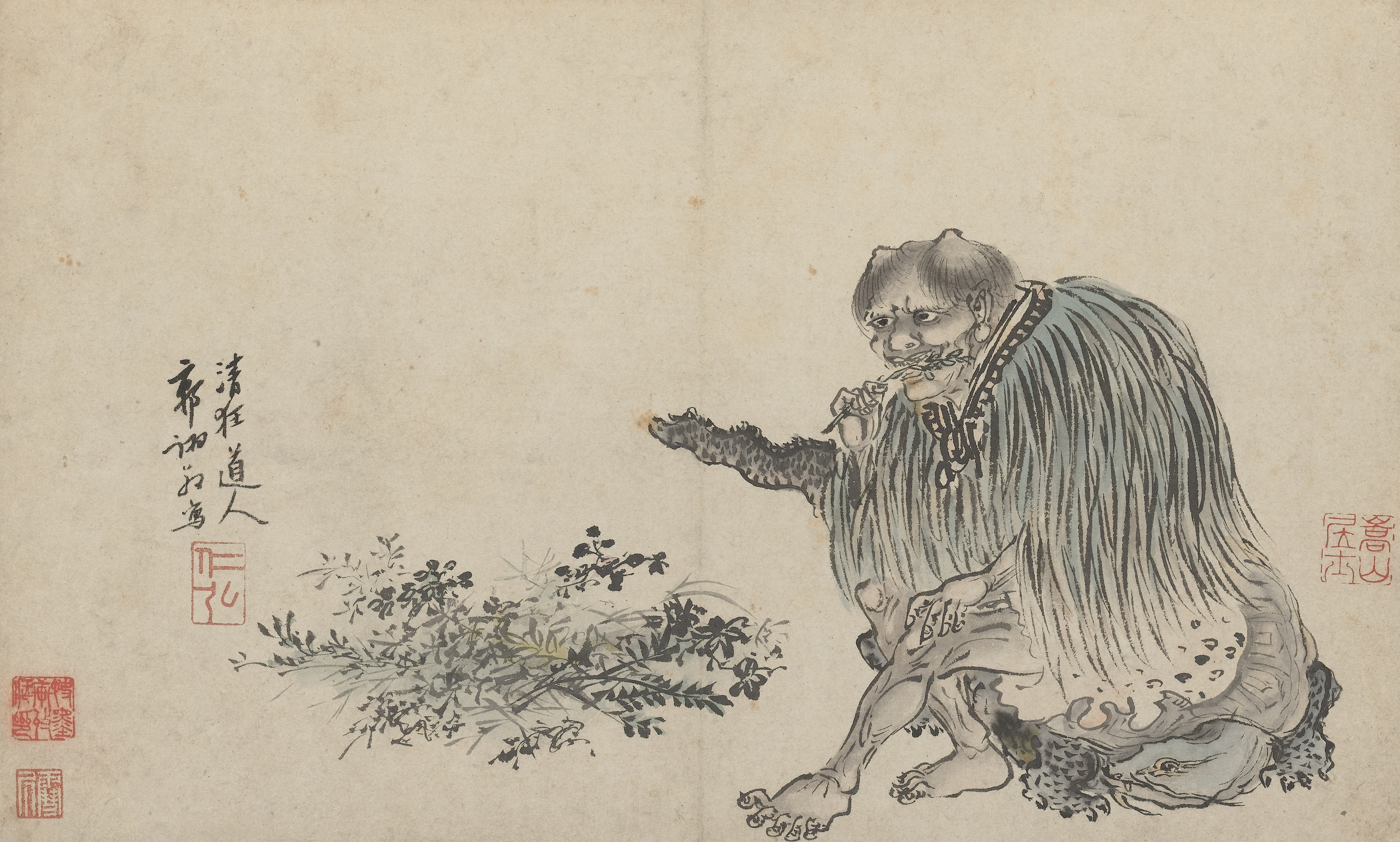
Shennong, avbildad 1503

Shennong (神农; 神農; Shénnóng), 'den gudomlige jordbrukaren', var i kinesisk mytologi en av de tre härskarna. Enligt traditionell kronologi regerade Shennong från 2737 till 2698 f.Kr. Shennong efterträdde Fuxi, och är ofta identifierat som Röda kejsaren (eller Kejsare Yan, 炎帝).
Shennong var uppfinnaren av jordbruket, keramik, metallurgi och vävning, och kan med historisk tolkning ses som personen som inledde den neolitiska åldern. Han uppfann även läkemedel och farmakologi och tillskrivs det klassiska verket Shennong Bencao Jing.
Shennong var väldigt lång och hade ett buffelhuvud och ett drakansikte.